# St.-Nikolai-Kirche (Löbau)

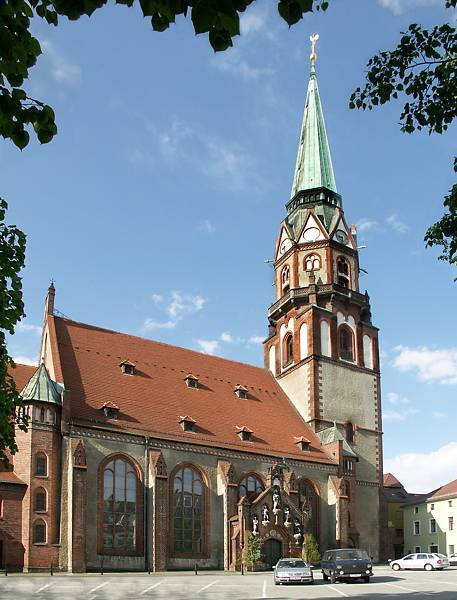
St.-Nikolai-Kirche Löbau

Die Pfarrkirche St. Nikolai ist eine der ältesten Kirchen in Löbau.

## Geschichte

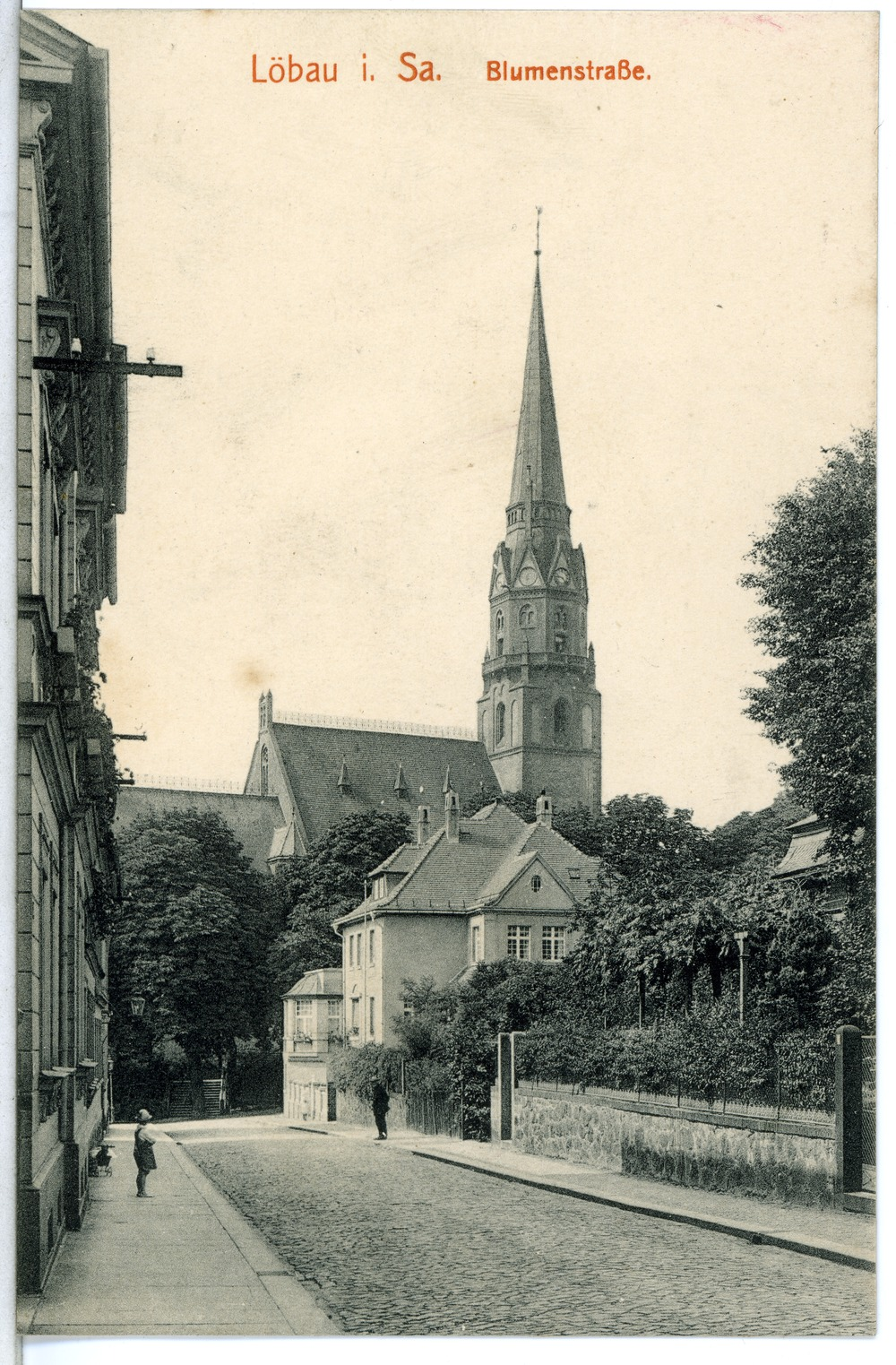
Blick auf St. Nikolai (Postkarte 1912)

Die erste urkundliche Erwähnung datiert vom 20. Dezember 1293. Damals war sie wahrscheinlich ein romanischer Saalbau mit eingezogenem Chor. Gegen Ende des 13. Jahrhunderts entstand der frühgotische Rechteckchor und die Krypta wurde verlängert. Im 14. Jahrhundert wurde das spätgotische zweischiffige Hallenschiff errichtet. Drei achteckige Pfeiler trugen das Kreuzrippengewölbe. Der neugotische Kirchturm ist 83,5 m hoch.
Von 1739 bis 1742 wurde der Kirche an der Südseite ein drittes Schiff angebaut, da die Niedercunnersdorfer Kirchgemeinde nun mit zur Nikolaikirche gehörte. Außerdem wurde der Westturm errichtet.
Durch die Restaurierung 1884/1885 durch Gotthilf Ludwig Möckel verlor die Kirche ihre wertvolle Inneneinrichtung. Unter anderem die durch fünf Säulen verzierten Emporen sind seitdem verschollen.
1933/1934 führte der Dresdner Architekt Carl Richter eine Umgestaltung des Altarraumes, der Orgel und der Kanzel durch. In den 1980er Jahren wurden weitere Erneuerungsmaßnahmen vorgenommen.

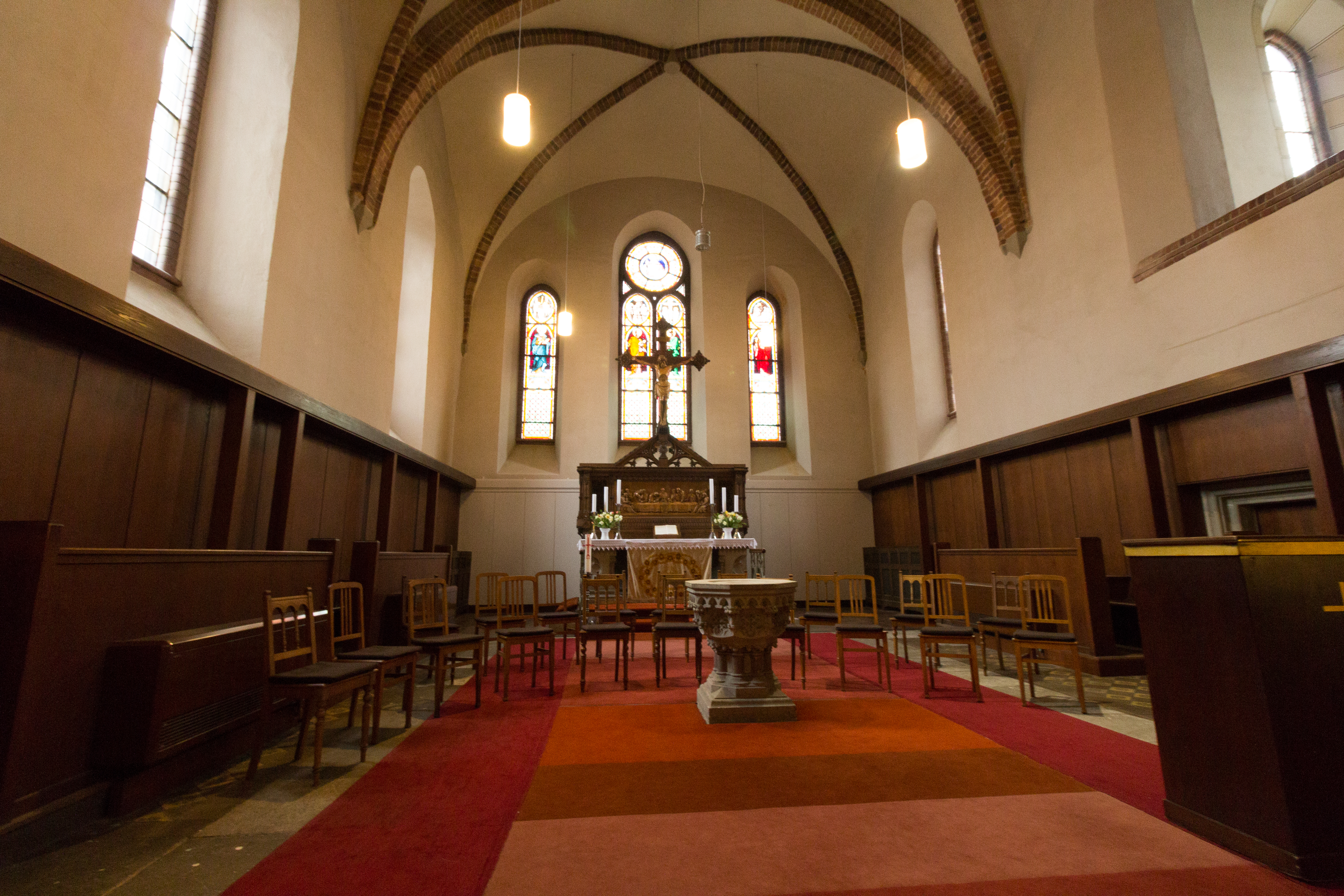
Inneres, Blick zum Altar

## Altar
Der den elf Jungfrauen gewidmete steinerne Altar wurde 1885 durch einen neuen ersetzt, dessen Stufen, Tisch und Rückwand aus Sandstein bestehen. Der Aufsatz aus Eichenholz zeigt das Abendmahl und wurde nach dem Vorbild des Altars der St.-Jacobi-Kirche in Neustadt in Sachsen gestaltet.

## Orgeln

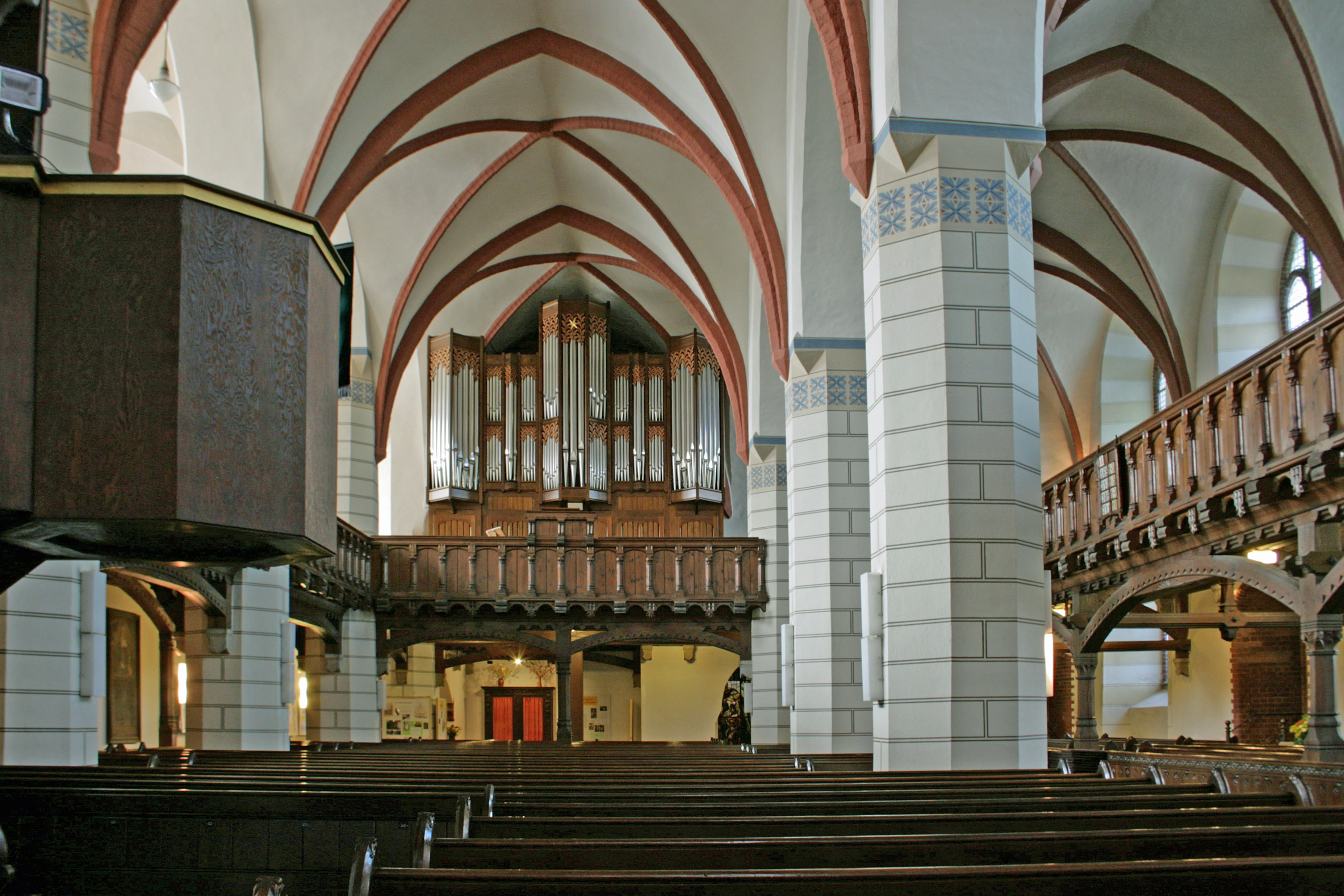
Inneres, Blick zur Orgel

Die erste Orgel wurde 1520 eingebaut. 1615 wurde für 1000 Taler eine neue Orgel gefertigt, die 1885 durch eine von Eule Orgelbau ersetzt wurde. 1933 erhielt die Orgel im Zuge umfangreicher Umbaumaßnahmen der Firma Jehmlich eine elektropneumatische Traktur. Da auch diese Orgel stark verschlissen war, wurde 1992, ebenfalls von Fa. Eule, auf der Empore im hinteren Teil der Kirche eine neue Orgel mit 39 Registern auf drei Manualen und Pedal errichtet, wobei fünf Register der alten Orgel sowie eines aus der 1892 gebauten Eule-Orgel der Maria-Martha-Kirche (Bautzen) wiederverwendet werden konnten.

## Glocken
Im Kirchturm von St. Nikolai hängt ein sechsstimmiges Glockengeläut. Eine alte und zwei sehr alte Glocken wurden 2003 durch drei weitere Glocken ergänzt. Außerdem befindet sich in der Turmspitze noch eine historische Glocke, die für den Stundenschlag eingesetzt wird.
| Glocke | Name                     | Gießer                     | Gussjahr | Gewicht | Durchmesser | Schlagton |
| ------ | ------------------------ | -------------------------- | -------- | ------- | ----------- | --------- |
| 1      | Versöhnungsglocke        | Rudolf Perner, Passau      | 2003     | 2730 kg | 1620 mm     | c′        |
| 2      | Taufglocke               | G. A. Jauck, Leipzig       | 1896     | 809 kg  | 1153 mm     | f′        |
| 3      | Pempe                    | unbekannt                  | um 1480  | 482 kg  | 920 mm      | a′        |
| 4      | Friedens- u. Stadtglocke | Rudolf Perner, Passau      | 2003     | 330 kg  | 780 mm      | d″        |
| 5      | Johanniskirchglocke      | unbekannt                  | um 1480  | 118 kg  | 598 mm      | e″        |
| 6      | Heilig-Geist-Glocke      | Rudolf Perner, Passau      | 2003     | 140 kg  | 590 mm      | g″        |
|        |                          |                            |          |         |             |           |
| I      | Seigerschelle            | Michael Weinholdt, Dresden | 1700     | 300 kg  | 840 mm      | h′        |